# リア・リプリー
リア・リプリー（Rhea Ripley、1996年10月11日 - ）は、WWEに所属するオーストラリア出身の女性プロレスラー。本名はデミ・ベネット （Demi Bennett）。
2013年から本名名義で地元オーストラリアなどインディ団体での活動を始め、2017年には米国WWEと契約。WWE主催のメイヤング・クラシックなどに参加した後、2018年のブランド始動時からNXT UKに参加し、初代NXT UK女子王者となる。2019年から2021年にかけては米国NXTに参戦しNXT女子王座を獲得。
2021年のメインロースター昇格後以降はジャッジメント・デイの一員などとして活動。史上5人目のWWE女子グランドスラム達成者、2023年女子ロイヤルランブル優勝者。
プロレスリング・イラストレーテッド誌選定のWomen's250で2023年に1位、2024年に3位。

## 経歴
2024年4月、レッスルマニア40でベッキー・リンチを破り、女子世界王座の防衛に成功。
2024年8月、サマースラムで女子世界王者リヴ・モーガンに敗北し、王座奪還に失敗。試合後にはドミニク・ミステリオがリプリーを裏切り、モーガンとキスを交わす。
2025年4月、レッスルマニア41にて3way形式の女子世界王座戦でイヨ・スカイに敗れ、王座獲得に失敗した。
2025年6月にマネー・イン・ザ・バンク・ラダー・マッチに出場するが、敗北。
2025年6月28日に行われたナイト・オブ・ザ・チャンピオンズでラケル・ロドリゲスとストリートファイトマッチで対戦し、勝利。
2025年6月30日（日本時間7月1日）にイヨ・スカイに指名される形で7月13日に行われるWWEエボリューションでタイトルマッチが決定。

## 得意技

### フィニッシュ・ホールド
リップタイド / ベネット・ボム
相手の片腕を、相手の股下を通した上でその手首を掴み、その状態のままコブラツイストをかける。そして、そのままの形で頭上へ持ち上げ、パワーボムの体勢に持ち替え、シットダウン式ジャンピング・パワーボムの形で落としてフォールする(初期バージョン)。現在は、相手を落とすと同時に自ら両膝式パワーボムの形で相手はマットに叩きつけるバージョンを使用。
「パンプハンドル・パワーボム」。リップタイドとは英語で「激流」の意味。インディー団体所属時、「ベネット・ボム」で使用。
プリズム・トラップ
腕の差し込み方が前後逆のテキサスクローバーホールドの形で胴締めを加えた関節技。スタンディングで行うバージョンも使用。スタンディングから相手の足を固めたままジャイアントスイングのように力任せに振り回すバージョンも使用。
フルネルソン・スラム
フルネルソンの形で相手を持ち上げて片腕のクラッチを外し相手の体をほぼキャンバスと水平状態に振り上げてリング叩きつける。

### 打撃技
エルボー
エルボー・スタンプ
バックエルボー
バックバンド・チョップ
ナックル・パンチ
ビンタ
クローズライン
ビッグブーツ

### 投げ技
スープレックス
スーパープレックス
パワースラム
ジャーマンスープレックス

### 絞め技
スリーパーホールド
ベアハッグ

### フォール技
スクールガール
バックスライド
スモール・パッケージホールド
ジャックナイフ・ホールド

## タイトル歴
- CBSスポーツ

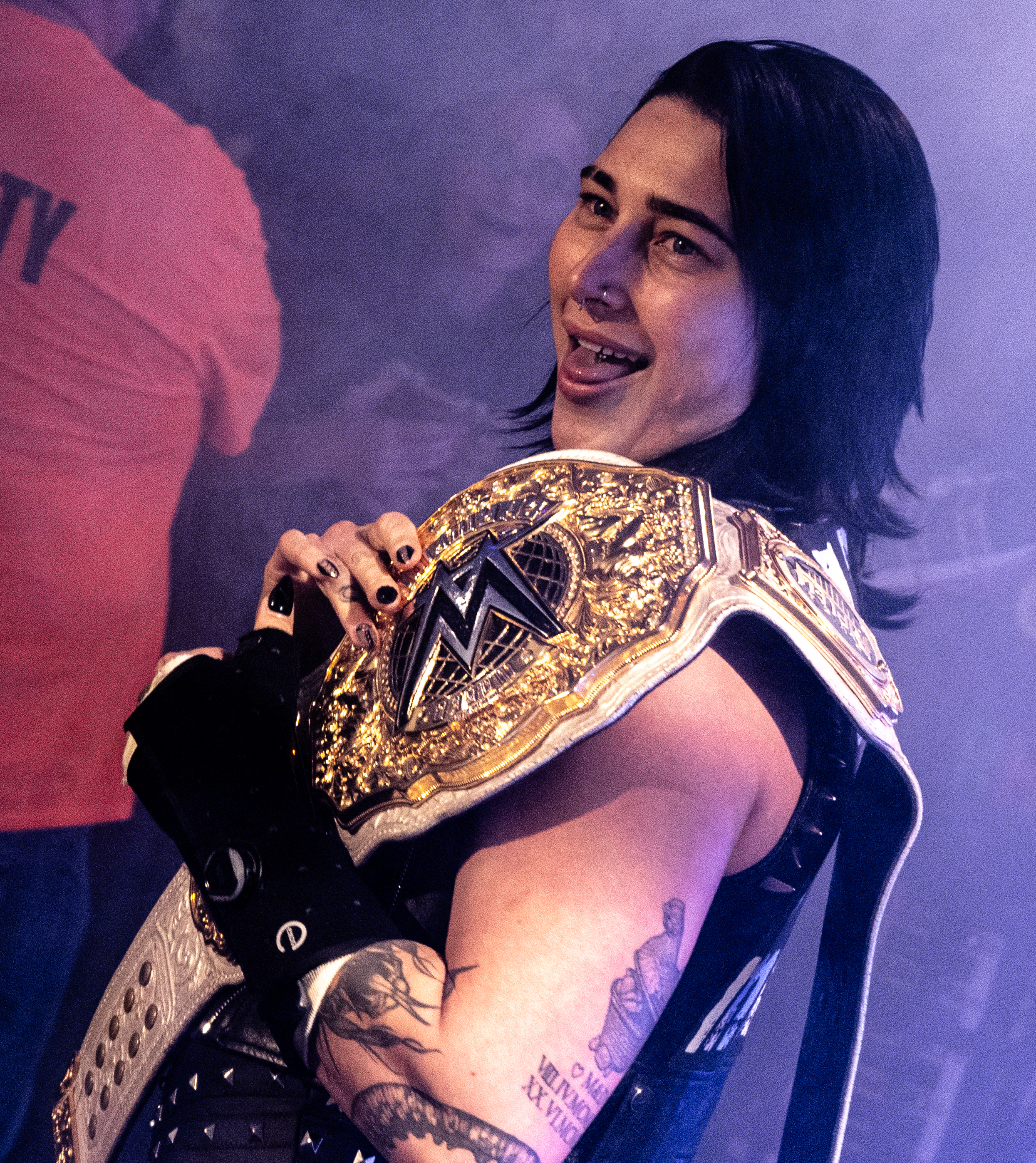
WWEロウ女子王座

  - 画期的なレスラーオブザイヤー（2019） [5]
- プロレスリング・イラストレーテッド
  - 2020年のPWIウィメンズ100のトップ100女性レスラー11位[6]
- ライオットシティレスリング
  - RCW女子王座（2回）
- スポーツイラストレイテッド
  - 2019年の女子プロレストップ10の7位[7]。
- WWE
  - WWEスマックダウン女子王座（2回）
  - WWEロウ女子王座（1回）[8]
  - WWE女子タッグ王座（1回）
    - w / ニッキー・ASH

  - NXT女子王座（1回）[9]
  - NXT UK女子王座（1回）[10]
  - NXT UK女子王座トーナメント優勝（2018）[11]
  - 女子ロイヤルランブル戦優勝（2023）